# شهریارک اوآهو
شهریارک اوآهو (نام علمی: Chasiempis ibidis) نام یک گونه از سرده شهریارک‌های خوش‌خوان است.